# Cometes biplagiatus
Cometes biplagiatus là một loài bọ cánh cứng trong họ Cerambycidae.